# Teng Yu-hsien
Teng Yu-hsien (鄧雨賢T; 21 luglio 1906 – 11 giugno 1944) è stato un musicista taiwanese.
È noto per la composizione di molte canzoni famose Hokkien. Teng ha dato a se stesso uno stile giapponese, è conosciuto anche con lo pseudonimo di Karasaki Yosame (唐 崎 夜雨) e pure col nome formale di Higashida Gyōu (东 田 晓雨).